# احمدلوی علیا (خداآفرین)
احمدلوی علیا یکی از روستاهای استان آذربایجان شرقی است که در دهستان گرمادوز غربی بخش منجوان شهرستان خداآفرین واقع شده‌است.